# Pavonia malacophylla
Pavonia malacophylla là một loài thực vật có hoa trong họ Cẩm quỳ. Loài này được (Link & Otto) Garcke mô tả khoa học đầu tiên năm 1881.